# Nicolás Clavero
Nicolás Clavero Romero (Navalpino, 22 de marzo de 1950) es un político y economista español vinculado al Partido Socialista Obrero Español (PSOE). A lo largo de su carrera ha ocupado distintos cargos en la administración local y provincial de Ciudad Real, incluyendo la alcaldía, la vicepresidencia de la Diputación Provincial de Ciudad Real y la concejalía de Hacienda.

## Carrera política

### Diputación Provincial de Ciudad Real (1987–1993)
Clavero fue vicepresidente económico de la Diputación Provincial de Ciudad Real durante la presidencia de Francisco Ureña Prieto (1987–1995). Ejerció ese cargo al menos desde 1987 hasta su nombramiento como alcalde de Ciudad Real en 1993, participando en la planificación financiera y presupuestaria de la institución provincial.

### Alcaldía de Ciudad Real (1993–1995)
En 1993 accedió a la alcaldía de Ciudad Real tras la dimisión del anterior alcalde, Lorenzo Selas, del mismo partido. Permaneció en el cargo hasta las elecciones municipales de 1995, en las que el Partido Popular obtuvo la mayoría absoluta con Francisco Gil-Ortega como candidato.

### Oposición municipal (1995–2015)
Desde 1995 y durante los siguientes veinte años, Clavero ejerció como concejal del PSOE en el Ayuntamiento de Ciudad Real, formando parte del grupo municipal socialista en distintas legislaturas desde la oposición.

### Concejal de Hacienda y Urbanismo (2015–2023)
En 2015, regresó al gobierno municipal como concejal de Hacienda y Urbanismo, y teniente de alcalde en los equipos de gobierno de Pilar Zamora (2015–2021) y Eva María Masías (2021–2023). Durante esta etapa, fue responsable de la planificación presupuestaria, la ejecución de inversiones y el control económico del consistorio.
Entre 2015 y 2023, el Ayuntamiento redujo su deuda de aproximadamente 70 millones a unos 45 millones de euros, mejorando su capacidad financiera. También coordinó la elaboración de presupuestos expansivos con fondos europeos y el uso del superávit municipal en actuaciones de modernización urbana y movilidad sostenible.

## Retirada política
En 2023 anunció su retirada de la política activa al término de la legislatura, tras más de tres décadas de servicio público.

## Valoración y legado
A lo largo de su trayectoria política, Nicolás Clavero ha sido una figura destacada en la política local de Ciudad Real. Ocupó cargos de responsabilidad tanto en el ámbito provincial como municipal, destacando por su gestión económica, su continuidad institucional y su participación en proyectos estratégicos como el Plan de Modernización Ciudad Real 2025.